# Sömnighet
Sömnighet (latin: hypnæsthesia) är känslan av att vara på väg att somna eller att behöva kämpa för att hålla sig vaken. Sömnighet kan vara både subjektiv och objektiv, och även om det finns ett samband mellan subjektiv och objektiv sömnighet är det inte fråga om någon absolut korrelation.

## Subjektiv sömnighet
Med subjektiv sömnighet avser man en persons egna, subjektiva upplevelse av att behöva kämpa för att hålla sig vaken eller av att vara på väg att somna. Subjektiv sömnighet mäts vanligen med hjälp av frågeformulär av ett flertal olika slag, bland annat:
- Epworth Sleepiness Scale
- Stanford Sleepiness Scale
- Karolinska Sleepiness Scale

Dessa har utvecklats och används i såväl kliniskt bruk som i forskning. Medan Epworth Sleepiness Scale mäter sömnighet över en längre tid (testpersonen ombeds att skatta risken att han/hon ofrivilligt skulle somna vid åtta listade aktiviteter) mäter Karolinska Sleepiness Scale den momentana sömnigheten, det vill säga den aktuella sömnigheten just då testpersonen gör testet (testpersonen får ange sin sömnighet på en tiogradig skala).

## Objektiv sömnighet
Med objektiv sömnighet avser man en persons faktiska benägenhet att somna eller att inte kunna hålla sig vaken. Detta mäts genom att försökspersonen vid upprepade tillfällen under en dag antingen får instruktionen att försöka somna eller att hålla sig vaken, varefter man mäter den tid det tar för personen att somna, och vid hur många av försöken som de faktiskt somnar. Exempel på objektiva testmetoder för sömnighet är:
- MSLT
- MWT
- Oslertest